# Buzeština
Buzeština je zemljopisno-povijesni naziv sjevernoga dijela središnje Istre. Površine je oko 316 km četvornih.
Čine ju područje Grada Buzeta i općine Lanišće. Glavno naselje u Buzeštini je Buzet. Prostire se u gusto naseljenoj plodnoj dolini rijeke Mirne (gornji tok), oko grada Buzeta te okolnih brda, uključujući i planinski masiv Ćićarije. 
Reljefno je raznolika. Na sjeveru i sjeveroistoku je planinski vapnenački krševiti predio Ćićarije (Brest, Vodice, Lanišće). Središnji dio oko Buzeta plodna je kotlina koju tvore dolina Mirne i pritoka. Južni i zapadni predio je brdovit, flišne podloge i ispresijecan bujičnim potocima (Roč, Hum, Draguć, Vrh i Sovinjak, Mlun, Salež). 
Klima i vegetacija su kontinentalna u nekoj mjeri, osim na jugozapadnom rubu. Ondje mediteranska strujanja donose svoj utjecaj. U manjoj mjeri dolinom Mirne prodiru i do Buzetske kotline. Klima i vegetacija na Ćićariji su izrazito planinske. 
Tlo je plodno što je pogodovalo uzgoju vinove loze i proizvodnji vina. Zbog toga su mnogobrojne vinske ceste koje povezuju veća i mala vinogradarska gospodarstva. Gospodarstvo se osim toga zasniva na stočarstvu po okolnim brdima i padinama Ćićarije, a u Buzetu na drvnoj i metalnoj industriji. Turizam se razvio u novije doba, osobito agroturizam, a najpoznatiji su gastronomski specijaliteti tartufi.  Istarske toplice, lječilište sv. Stjepana razvilo se oko izvora ljekovite vode. 
Naseljena još u prapovijesti i u antici (Piquentini). Hrvati su ovamo doselili već u ranome srednjem vijeku o čemu svjedoče nekropole (Mejica). Mletačka Republika vladala je većim dijelom Buzeštine, na granici prema Pazinskoj knežiji, u srednjem vijeku. Nije se odnarodila i zadržala je hrvatski duh. Jedno od središta nacionalne borbe Hrvata za jezik i politička prava u 19. stoljeću bilo je u Buzetu. Kraj je postupno opustio pa je u 20. stoljeću postala najslabije naseljenim dijelom Istre, osobito nakon Drugoga svjetskog rata.